# Aptilotus thaii
Aptilotus thaii är en tvåvingeart som beskrevs av Papp 1989. Aptilotus thaii ingår i släktet Aptilotus och familjen hoppflugor.
Artens utbredningsområde är Thailand. Inga underarter finns listade i Catalogue of Life.